# Sierra de la Culebra
Sierra de la Culebra (portugalsky Serra da Coroa; doslova „Plazí hory“) je pohoří na hranici Španělska (provincie Zamora) a Portugalska (distrikt Bragança), které je součástí Galicijského masivu. Vzniklo v období hercynského vrásnění.
Zaujímá plochu okolo 70 000 hektarů, nejvyšším vrcholem je Peña Mira (1243 m). Protékají jím řeky Manzanas a Aliste. Osídlení je velmi řídké, jediným sídlem, které má přes tisíc obyvatel, je Puebla de Sanabria. Obyvatelé se živí převážně zemědělstvím a pastevectvím. 
Pohoří je chráněnou oblastí v rámci projektu Natura 2000. Patří k posledním místům, kde žije ve volné přírodě vlk iberský. Vyskytuje se zde také jelen evropský, sup bělohlavý a užovka hladká (množství hadů také možná dalo horám název; druhá teorie o názvu mluví o podobnosti se zvlněním hor. Roste zde borovice přímořská, kaštanovník jedlý a planika obecná. Od prosince do dubna jsou vrcholky hor pod sněhem.
Sierra de la Culebra byla od starověku známá díky těžbě a zpracování železné rudy. Významnou památkou je hrad hrabat z Benavente. Penedo dos Três Reinos (Skála tří království) je místem, kde se ve středověku stýkaly hranice Portugalska, Galicie a Leónu.